# 둥근가시벌레상과
둥근가시벌레상과(Byrrhoidea)는 방아벌레하목에 속하는 딱정벌레 상과의 하나이다. 여러 딱정벌레 과를 포함하고 있으며, 대부분 수생 또는 반수생 서식지에서 생활한다. 사실, 현존하는 풍뎅이아목 딱정벌레 중 대다수인 물땡땡이상과가 수생 곤충인 것을 제외하고는 이 상과 딱정벌레 종들이 물에서 산다. 이 과들은 전통적으로 별도의 상과, 드리오프상과(Dryopoidea)로 묶어 분류해 왔으나 현재는 인정하지 않고 있다. 이 종들의 대다수는 1 cm이하로 작고, 눈에 띄는 연한 갈색 또는 검은 색이다.

## 하위 분류
- 둥근가시벌레과 (Byrrhidae)
- Callirhipidae
- Chelonariidae
- Cneoglossidae
- 드리오프과 (Dryopidae)
- 여울벌레과 (Elmidae)
- Eulichadidae
- 진흙벌레과 (Heteroceridae)
- Limnichidae
- Lutrochidae
- 물삿갓벌레과 (Psephenidae)
- Ptilodactylidae